# Stalo se jedné neděle
Stalo se jedné neděle je československá televizní komedie z roku 1985 režírovaná Ladislavem Rychmanem.

## Děj
V neděli se koná okresní výstava psů. Jedním z pořadatelů je kapitán ve výslužbě, kterému paní Malá přijde oznámit, že jí někdo ukradl kabelku. Do pátrání po kabelce se mu připlete pejskařka a amatérská spisovatelka paní Javorská.
Protože za chvíli zmizí druhá kabelka, kapitán ve výslužbě se rozhodne nastražit past. Při hlídání je chycen známý zlodějíček, který ale o krádeži první kabelky nic neví. Kapitán ve výslužbě požádá majitele vlčáků, aby hlídkovali a kabelka je nastražena znovu. Prodavač občerstvení je požádán, aby kdyby něco viděl, zapískal na píšťalku. Kabelka se ale ztratí bez toho, aby si někdo všiml, kdo ji odnesl. Prodavač občerstvení také zjistí, že mu zmizela peněženka. Kapitán se rozhodne hlídací akci odvolat. Kapitán ve výslužbě potom najde i držadlo od jedné z kabelek nedaleko doupěte psa prodavače občerstvení.
Je nastražena další kabelka a všichni v její blízkosti jsou požádáni, aby se dívali opačným směrem, než je kabelka. Kabelka opět zmizí a ukáže se, že všechny kabelky i peněženku odnesl pes prodavače občerstvení.

## Obsazení
| Jiří Sovák       | kapitán ve výslužbě |
| Jiřina Bohdalová | paní Javorská       |
| Marie Málková    | paní Malá           |
| Ljuba Skořepová  |                     |
| Jiří Wimmer      |                     |
| Zdeněk Dítě      |                     |
| Otto Šimánek     |                     |
| Karel Urbánek    |                     |
| Lubomír Bryg     |                     |
| Mirko Musil      |                     |
| Monika Kobrová   |                     |